# Agricultura en Cuba
La agricultura en Cuba:
Cuba produjo, en 2019:
- 8,7 millones de toneladas de caña de azúcar (entre el 21.er y el 25.º productor mundial);
- 950 mil toneladas de plátano;
- 795 mil toneladas de mandioca;
- 752 mil toneladas de verdura;
- 555 mil toneladas de batata;
- 480 mil toneladas de tomates;
- 382 mil toneladas de mango;
- 377 mil toneladas de arroz;
- 307 mil toneladas de maíz;
- 206 mil toneladas de yautia;
- 184 mil toneladas de papaya;
- 169 mil toneladas de frijoles;
- 129 mil toneladas de papa;
- 27 mil toneladas de tabaco;
- 5,3 mil toneladas de café;

Además de otras producciones de otros productos agrícolas.
En producción ganadera, en 2019 Cuba produjo 234 mil toneladas de cerdo, 438 millones de litros de leche de vaca, 81 mil toneladas de carne vacuna, 24 mil toneladas de carne de pollo , entre otros.

## Historia

### 1492-1902
Por sus propiedades climáticas Cuba se muestra como una fuente de abastecimiento agrícola y comienza a explotarse desde el inicio de la historia de Cuba, con la importación de esclavos, la etapa colonial y los conflictos ideológicos hasta el siglo XIX. En 1902 Cuba adquiere independencia oficial.

### 1902-1959
Pero se suma una relación económica con Estados Unidos que lo llevaría hasta la adquisición por parte de este del control de las empresas agrícolas. Estas trabajaban con mano de obra cubana y dando un impuesto al gobierno. 
El triunfo de la Revolución Cubana en 1959 supuso un cambio total en la forma industrial. La Reforma Agraria descontentó a los empresarios americanos mientras se nacionalizaba la economía. Por otra parte se continuaba el cultivo de productos tales como la caña de azúcar y el café. Apoyados con financiamiento de la CIA por la Operación Mangosta el deterioro hacia 1961 de la economía fue intenso. En 1962 la economía se ve necesitada y acude a la Unión Soviética.

## Industria azucarera
Cuba en el período anterior a 1914 se dedicaba principalmente a la exportación de un único producto: el azúcar. Este producto es original de África y fue introducido en América por los ingleses en el siglo XVII. Requiere altas temperaturas durante su crecimiento (27 °C), mucha luz solar y abundantes precipitaciones (1500 mm anuales). Crece en suelos de topografía plana, profundos y bien drenados.
El proceso que utilizaban los cubanos para obtener azúcar consistía en comprimir las cañas cortadas mediante rodillos, extrayendo el líquido dulce que contienen en su interior. A continuación cocían el jugo lentamente logrando su reducción por medio de la evaporación del agua, hasta alcanzar la densidad y concentración deseadas (melaza). De ésta se obtenían los panes de azúcar y de su molienda el azúcar comercial.

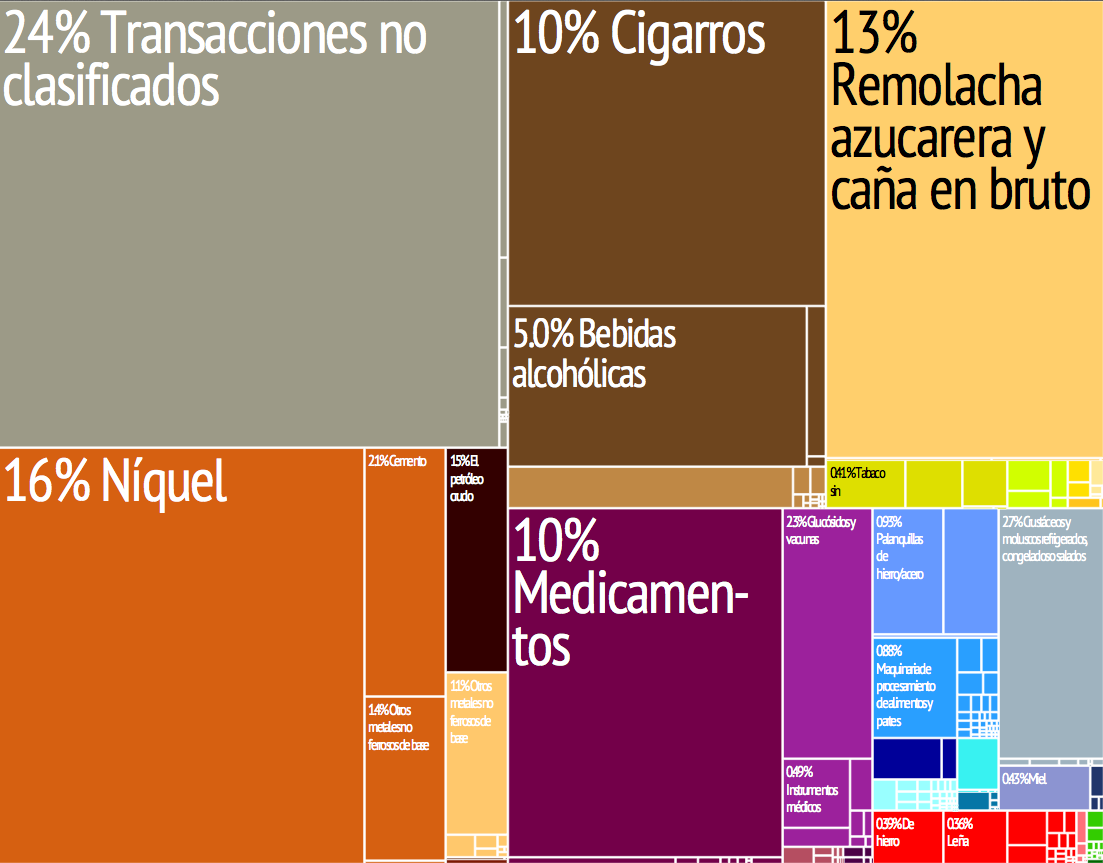
Representación gráfica de los productos de exportación del país en 28 categorías codificadas por color.

Las cañas de azúcar eran recogidas por los cubanos manualmente y con la única ayuda de las vacas. De esta manera transportaban en grandes carruajes de madera las cañas de azúcar hasta el lugar donde las iban a transformar. Finalmente, una vez producido el azúcar, éste era transportado por las vacas en grandes bidones de madera hasta los puertos.
En 1835 surgió el primer ferrocarril en Cuba, hecho que les permitió avanzar un poco en su actividad económica, aunque seguía siendo insuficiente.
Llegó de los primeros del mundo y la red construida no articuló el territorio y no sirvió para crear un mercado. A pesar de ello pudieron transportar el azúcar y ganar en tiempo. Antes les costaba mucho más trasladar su producción.

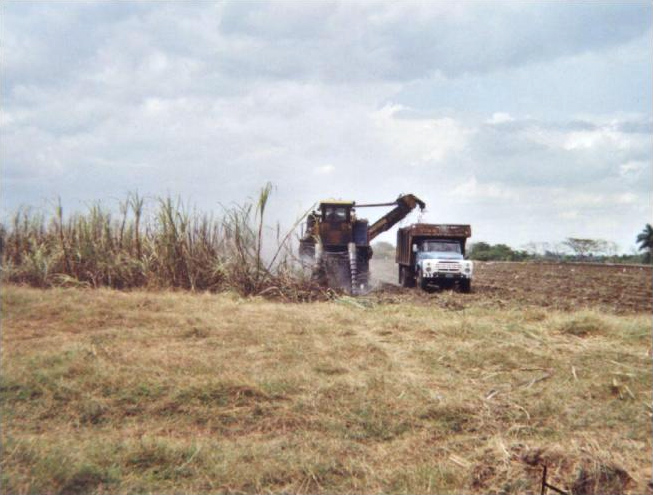
Cultivo de Caña de azúcar en Cuba.

En 1890 surgió la modernización tecnológica tanto en el proceso de producción de azúcar como en el transporte. Sin embargo, a pesar de ello siguieron recogiendo las cañas a mano, ya que al estar tan extendida la esclavitud en este país la mano de obra era muy barata.
Tal era la dependencia económica que Cuba tenía de este producto que dedicaron todos sus terrenos a la plantación de cañas de azúcar. Pero esto se convirtió en un error: no dejaron que el campo se regenerase. Otro problema por el que atravesó el azúcar de caña cubana fue el surgimiento de la competencia en 1890 de la remolacha azucarera. A partir de entonces la producción de azúcar cubana descendió drásticamente.
Las exportaciones únicamente podían llevarse a cabo por la inversión extranjera y además los beneficios de estas exportaciones en la mayoría de los casos no se quedaron en el país, mientras que en el mejor de los casos se quedó alguna pequeña parte.
Los pactos económicos de Cuba y la URSS en la agricultura se basan fundamentalmente en la zafra azucarera. Las plantaciones de azúcar se extendieron masivamente hasta hacerse de las primeras del mundo en 1970 tras la fallida campaña de la Zafra de los diez millones.
Desde el derrumbe de la URSS, el azúcar, que ha sido el sostén económico de la isla durante casi toda su historia, atraviesa tiempos preocupantes. En 1989, la producción superaba los 8 millones de toneladas, pero para mediados de la década de 1990 había caído hasta llegar a alrededor de 3,5 millones de toneladas. Una combinación de variables, tales como los métodos ineficientes de la siembra y el cultivo, la administración mediocre, la escasez de repuestos y la pobre infraestructura de transporte frenaron la recuperación de este sector. En junio de 2002 el gobierno anunció su propósito de llevar a cabo una "transformación amplia" de este sector en declinación, con la llamada Tarea Álvaro Reynoso. El plan propone igualar la producción azucarera con los precios mundiales y cerrar casi la mitad de los centrales azucareros, despidiendo a más de 100.000 trabajadores, quienes serían readiestrados en otras profesiones y recibirían empleos nuevos.

## Diversidad

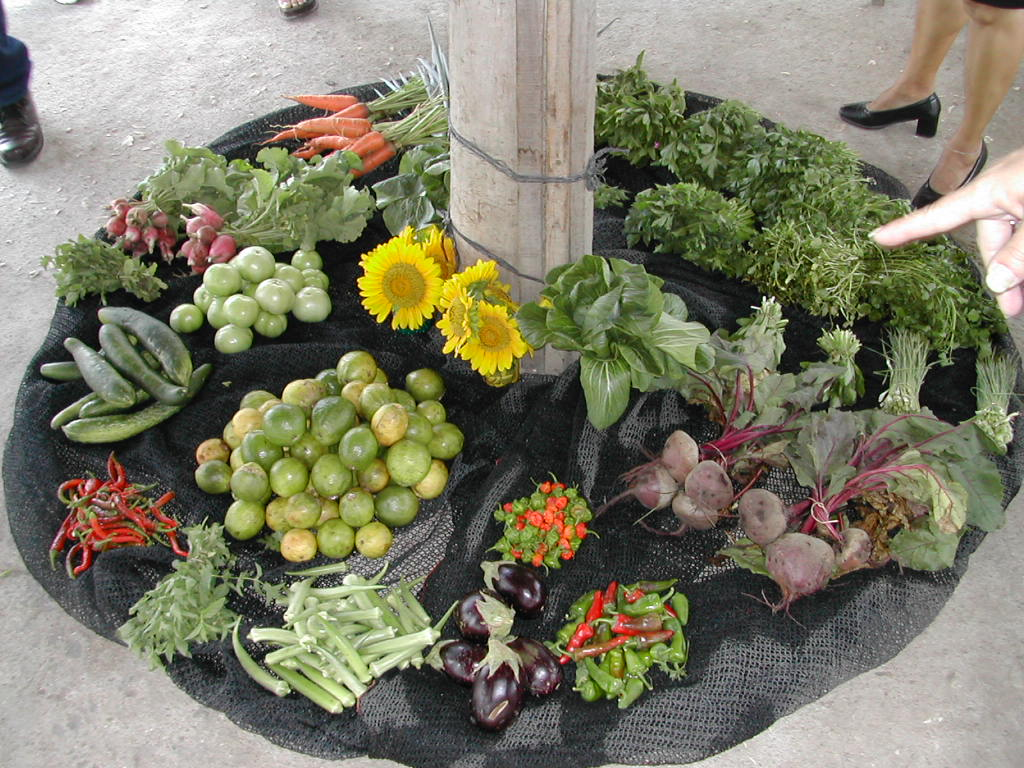
Algunos productos del campo cubano.

En los últimos años ha aumentado la diversificación agrícola hacia sectores como las frutas y las hortalizas. En Cuba se dan muchas frutas tropicales como la piña, guayaba, anón, mamey, papaya, plátano, etc.
La mayor parte de la producción agrícola de Cuba (60%), es realizada por los campesinos privados y por los cooperativistas.
El café es un producto bien dado en Cuba, gracias a un relieve montañoso donde se siembra en el suelo con sombra, principalmente en las sierras. La exportación de café es de aproximadamente 8000 toneladas.
El tabaco manufacturado se le conoce como habano y es vendido a un alto costo mundialmente; en 2007 las exportaciones llegaron a los 400 millones de dólares estadounidenses.
En la época invernal donde las temperaturas son más frescas es posible cultivar intensivamente gran variedad de hortalizas y vegetales como la lechuga, la acelga, zanahoria, rábanos, etc. En un nuevo proyecto para autoabastecer a las ciudades y pueblos se creó la llamada "Agricultura urbana y suburbana", que utiliza cultivos protegidos y semiprotegidos, para tener cosechas de verduras en la época veraniega donde el calor es sofocante.
La agricultura se encuentra en la actualidad (2009) parcialmente mecanizada, debido a que muchos de los implementos son de origen soviético y están en mal estado, aunque se ha tratado en los últimos años de dar un nuevo impulso a la mecanización, sobre todo de los regadíos. Por otro lado, en Cuba no son muy utilizados los insecticidas químicos y en su lugar son utilizados los de origen animal y vegetal, incluyendo la lombricultura (uso de lombrices) para fertilizar los suelos. Este tipo de prácticas han colocado a Cuba como el único país del planeta con un desarrollo sostenible según la WWF.

## Problemas actuales
Con la caída de muchas naciones socialistas Cuba se vio en la dura crisis del período especial. La agricultura y el suministro de alimentos fue uno de los sectores más dañados. La zafra apenas se efectuaba. Las plantaciones de plátano, papa, yuca, boniato y otras no alcanzaban incluso el consumo regional y la nacional se vio impactada igualmente[cita requerida].
Actualmente las secuelas vividas con mucho rigor ha sido superadas y se ha asegurado el consumo nacional. Se conoce que la población aunque es satisfecha no queda mucha mercancía que podría ser exportada. 
El poco uso del terreno fértil cultivable es incrementado con la expansión de la planta de marabú. Su tronco resulta difícil de eliminar y no posee ningún beneficio.

## Reformas de Raúl Castro
El gobierno de Raúl Castro introdujo algunos cambios en el sector económico cubano, que se han orientado hacia dos vertientes fundamentales: la sustitución de importaciones (agrícolas e industriales) y la reforma en el campo, temas que su gobierno ha considerado como de seguridad nacional. Estos procesos son llevados a cabo desde hace varios años y aunque lentos producen mejoras. Además, desde su investidura habló de eliminar las prohibiciones innecesarias, lo que se ha visto en la práctica con el fin de la veda de los hoteles y artículos de lujo a los nacionales. En el 2009, en un discurso ante el parlamento, afirmó, que «el proceso de actualización del sistema económico cubano, debe realizarse sin apresuramientos».

### Tierras en usufructo
Uno de sus pilares es la entrega de tierras en usufructo gratuito para el que desee trabajarlas. Esta medida aumentó las producciones de manera relativamente rápida, aunque debió combatir las trabas burocráticas, cuya eliminación es parte también del nuevo programa gubernamental. La entrega de tierras ha sido mayor en las provincias del centro y oriente del país:
| Provincias    | Las Tunas | Holguín  | Ciego de Ávila | Granma   |
| Hectáreas     | +75 299   | +46 000  | +54 000        | +67 000  |
| Fecha (hasta) | nov-2009  | jun-2009 | dic-2009       | sep-2009 |

### Sustitución de importaciones
Este tema se ha visto trabajado junto con el aumento de la calidad y cantidad de los rublos exportables y está presente en todos los sectores de la economía con diferente profundidad, sobre todo en la agricultura y en la industria ligera.

### Precios

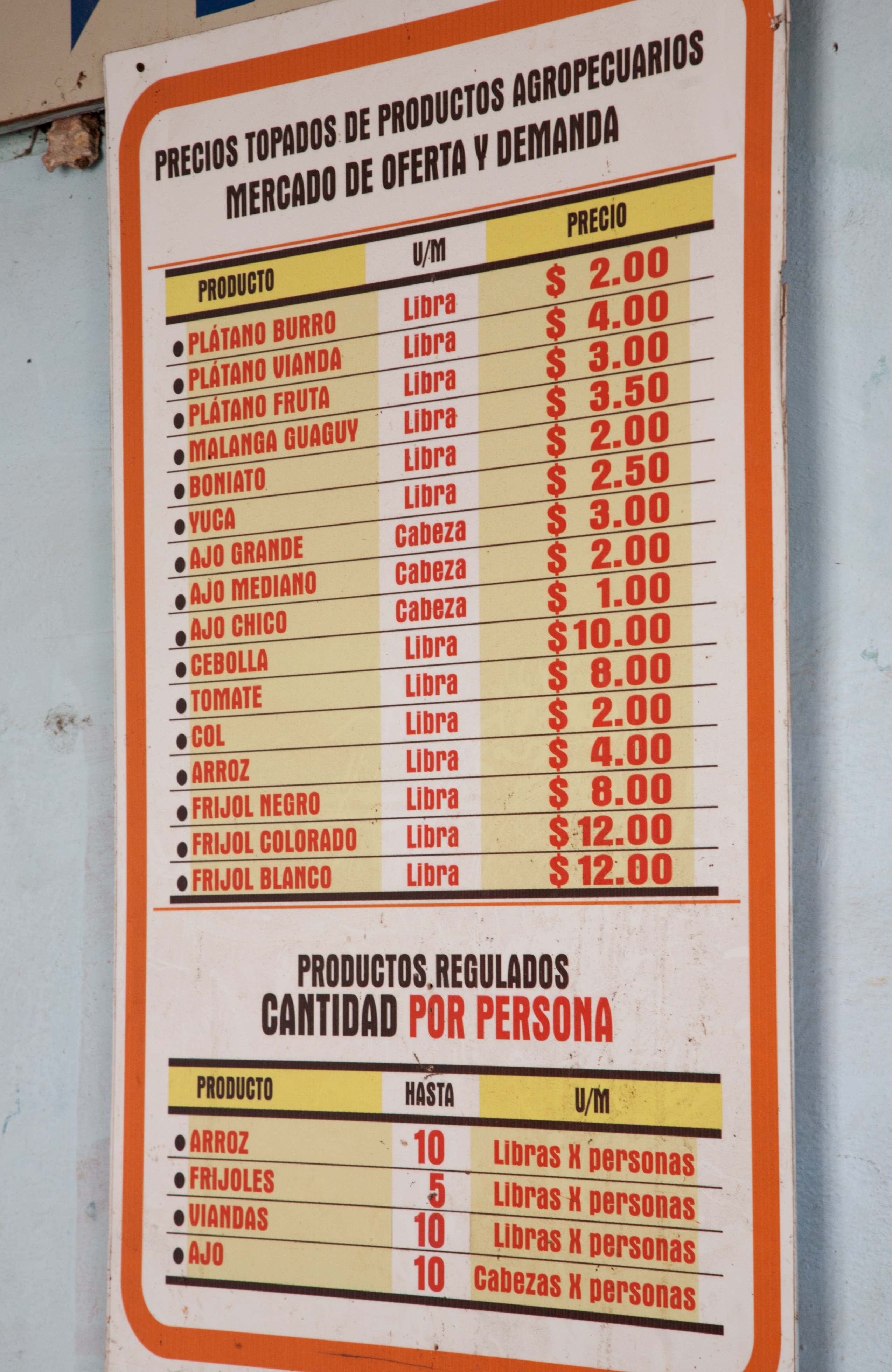
Cuba tiene dos tipos de cambio paralelos: el peso cubano y los CUC. Los pesos cubanos están limitados a compras con una cantidad prevista por mes. Este cartel muestra las disponibilidades y los límites en los productos en el almacén, según el día de la semana.

Las mejoras de los precios al productor privado han incentivado algunas producciones como la leche y los frutales. Existe un programa para autoabastecer al país de leche de vaca y eliminar las importaciones de este alimento en polvo. Al cierre de 2009 se autoabastecían de leche 66 municipios de los 169 que tiene el país, en un proyecto especial que abarcó en 2009 unas 6000 bodegas (el 56%), exceptuando la capital del país.
En general la producción de leche aumentó en el sector privado y cooperativo, de esta manera:
| Años               | 2006 | 2007 | 2008 | 2009 |
| Millones de litros | 106  | 145  | 226  | 290  |

La producción de carne porcina y vacuna se vio muy afectada debido al derrumbe de la URSS y el fin de los millonarios subsidios, la producción de piensos, etc.
El Estado ha firmado a través del Ministerio de Agricultura, convenios con productores individuales o cooperativizados para la venta a mejor precio de la carne -con la consecuente eliminación de los subsidios para aumentar la productividad- mediante los cuales el gobierno garantiza un porcentaje de pienso y el resto debe ser aportado por el campesino. La carne de vacuno pasó de valer apenas 15 centavos de dólar a casi 50 centavos de dólar, lo que ha estimulado la producción. Las cosechas de arroz también aumentaron significativamente en 2008 y 2009.